# علامات حيوية
العلامات الحيوية (أو المؤشرات الحيوية) هي إحصاءات فسيولوجية مختلفة يتم قياسها واستخدامها في المجال الطبي من أجل تقيم وظائف الجسم الهامة. في العلامات الحيوية يتم عادة تسجيل درجة حرارة الجسم، معدل النبض (معدل ضربات القلب) ، ضغط الدم ، ومعدل التنفس ويمكن أن تشمل قياسات أخرى على حسب متطلبات التشخيص والمرض المتوقع وتختلف القياسات غالبا باختلاف العمر.
وتستخدم العلامات الحيوية (تقصير كثير من الأحيان إلى الحيويه فقط) لقياس الوظائف الأساسية في الجسم.] يتم أخذ هذه القياسات للمساعدة في تقييم الصحة البدنية العامة للشخص، وإعطاء أدلة على الأمراض المحتملة، وتظهر التقدم نحو الانتعاش . النطاقات الطبيعية للعلامات الحيوية الشخص تختلف مع تقدم العمر والوزن والجنس، والصحة العامة.

## العلامات الأربعة الأساسية

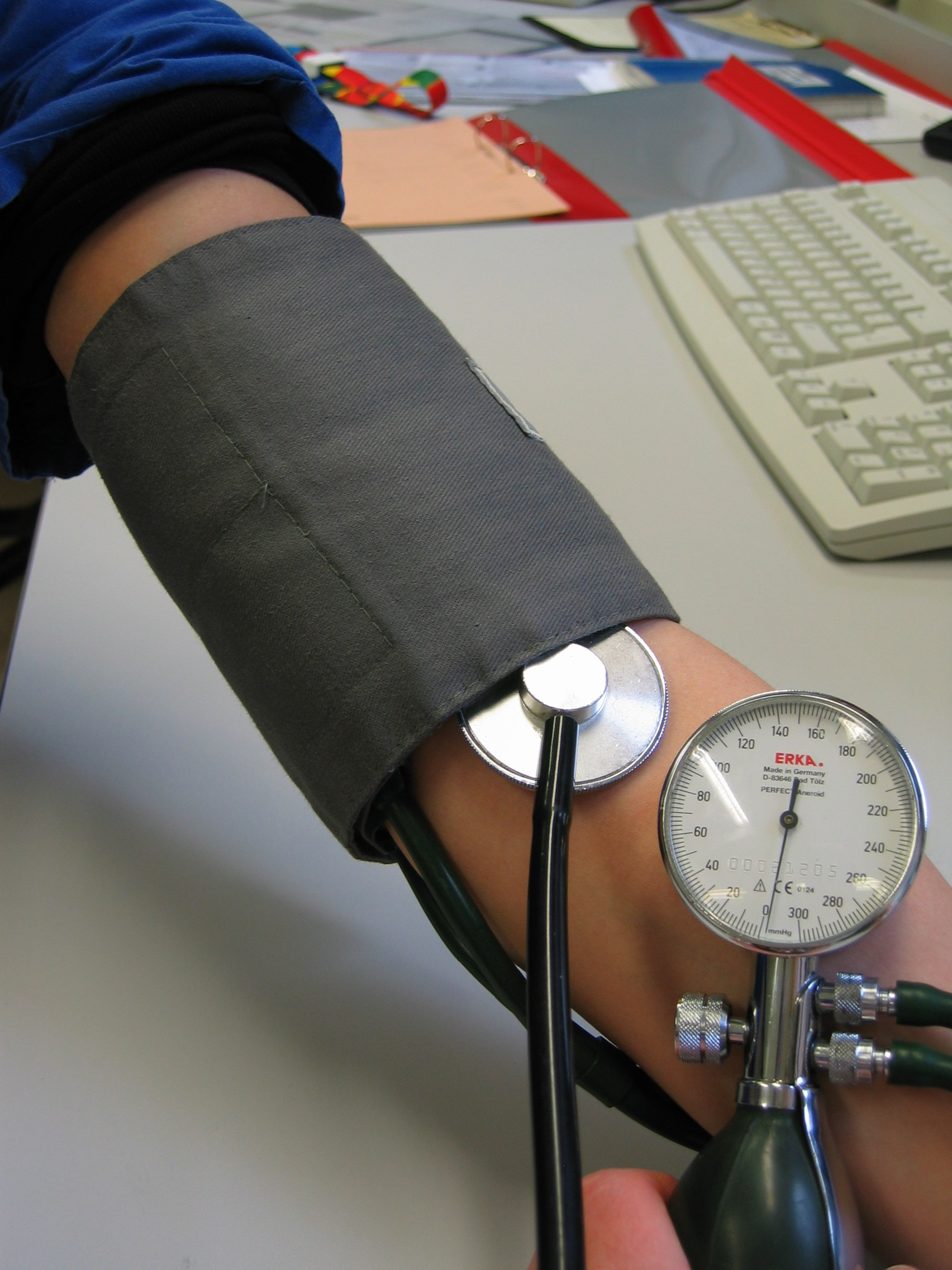
قياس ضغط الدم

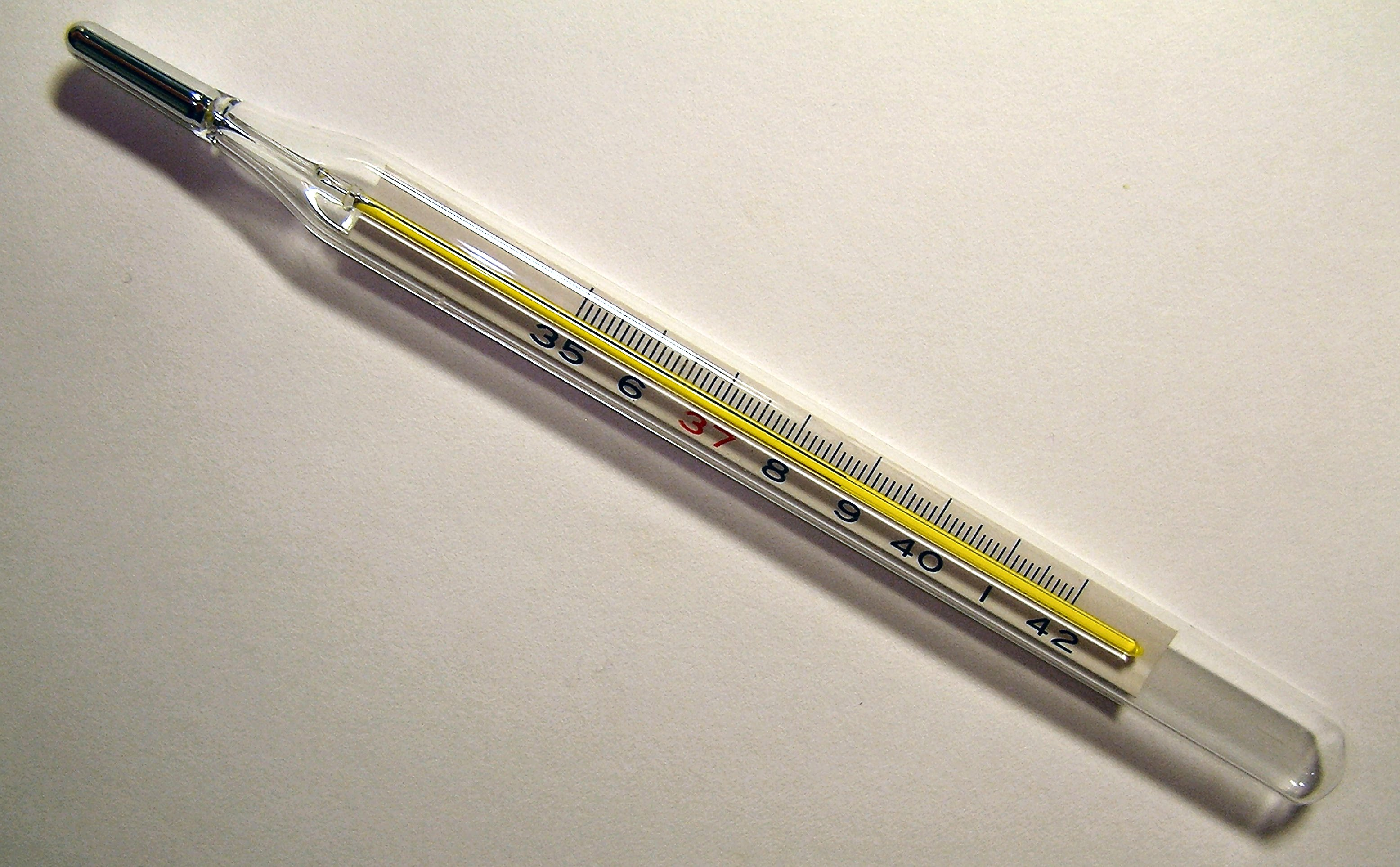
مقياس حرارة زئبقي

هناك أربعة علامات حيوية تعتبر أساسية في الأوساط الطبية:
1. درجة الحرارة Body temperature
2. معدل النبض (معدل ضربات القلب)Heart Rate or Pulse
3. ضغط الدم Blood pressure
4. معدل التنفس Respiratory rate

ولقياس هذه العلامات الحيوية نحتاج إلى مقياس لدرجة الحرارة، جهاز قياس ضغط الدم، وساعة يد لحساب نبضات القلب وقد يكون هناك حاجة لسماعة طبية في حالة كان نبض القلب ضعيفا لدرجة عدم إمكانية الشعور بنبضات القلب من خلال اليد.

## درجة حرارة الجسم
تسجيل درجات الحرارة يعطي مؤشرا على درجة حرارة الجسم الأساسية التي عادة تخضع لرقابة مشددة ( الحراري ) كما أنه يؤثر على معدل التفاعلات الكيميائية.وليست درجة الحرارة رقما ثابتا، حيث يمكن لعديد من العوامل التأثير عليها، مثل العمر والجنس والفترة الزمنية في اليوم ومعدل النشاط ووجود عدوى أو مرض.
يمكن تسجيل درجة الحرارة وذلك لإنشاء خط الأساس لدرجة حرارة الجسم الطبيعية للفرد لموقع وقياس الظروف. والسبب الرئيسي لفحص درجة حرارة الجسم هو التماس أي علامات للعدوى أو التهاب النظامية في وجود حمى (درجة الحرارة> 38.5 °C / 101.3 °F أو مؤقت مستدامة> 38 °C / 100.4 °F)، أو ارتفاع أعلى بكثير درجة الحرارة العادية الفرد. الأسباب الأخرى لدرجة حرارة مرتفعة وتشمل ارتفاع الحرارة .

### طرق قياس درجة حرارة الجسم
- عن طريق الفم، حيث يوضع مقياس الحرارة الزئبقي أو الرقمي أسفل اللسان لقياس درجة الحرارة.
- تحت الإبط، يوضع مقياس الحرارة الزئبقي أو الرقمي تحت الإبط، ولكن درجة حرارة تحت الإبط تقل نصف درجة فهرنهايت عن درجة الحرارة المأخوذة عن طريق الفم.
- عن طريق الشرج، يوضح مقياس الحرارة في فتحة الشرج، وتزيد عن تلك المأخوذة عن طريق الفم بحوالي نصف درجة فهرنهايت.
- عن طريق الأذن، ويتم ذلك عن طريق مقياس حرارة خاص، يستطيع أن يقيس درجة حرارة طبلة الأذن والتي تعكس درجة حرارة الجسم والأعضاء الداخلية.
- عن طريق الجلد، وذلك باستخدام مقياس حرارة خاص يتم وضعه على جلد الجبهة الأمامية.

## النبض
النبض هو معدل ضربات القلب (عدد ضربات القلب خلال الدقيقة الواحدة) حيث تنقبض وتنبسط الشرايين مع تدفق الدم عندما يدفع القلب الدم فيها. ولا يقتصر قياس النبض على حساب معدل ضربات القلب فقط، بل يمكن الاستدلال به على إيقاع الضربات وقوة النبض. يؤخذ النبض عادة من الشريان الكعبري في المعصم. وفي بعض الأحيان لا يمكن أن يؤخذ النبض عند الرسغ ويؤخذ عند الكوع ( الشريان العضدي )، في الرقبة ضد الشريان السباتي ( الشريان السباتي النبض )، خلف الركبة ( شريان باطن الركبة )، أو في القدم الظهراني القدم أو الشرايين عظام الساق الخلفية . كما يمكن قياس معدل النبض من خلال الاستماع مباشرة إلى ضربات القلب باستخدام سماعة الطبيب . ويتأثر معدل النبض بعوامل مختلفة مثل اللياقة، ودرجة الحرارة، وحجم الجسم وبعض العقاقير والعمر. يختلف النبض مع تقدم العمر، وكذلك في الأطفال حديثي الولادة أو الرضع، حيث يمكن أن يتراوح معدل ضربات القلب من حوالي 130 إلى 150 نبضة في الدقيقة. وهناك طفل صغير "سيتم الصورة ضربات القلب حوالي 100-120 مرة في الدقيقة الواحدة، لطفل كبير السن نبضات القلب حوالي 60-100 نبضة في الدقيقة الواحدة، المراهقين حول 80-100 نبضة في الدقيقة، وفي البالغين، يتراوح معدل النبض بين 50 و 80 نبضة في الدقيقة الواحدة .

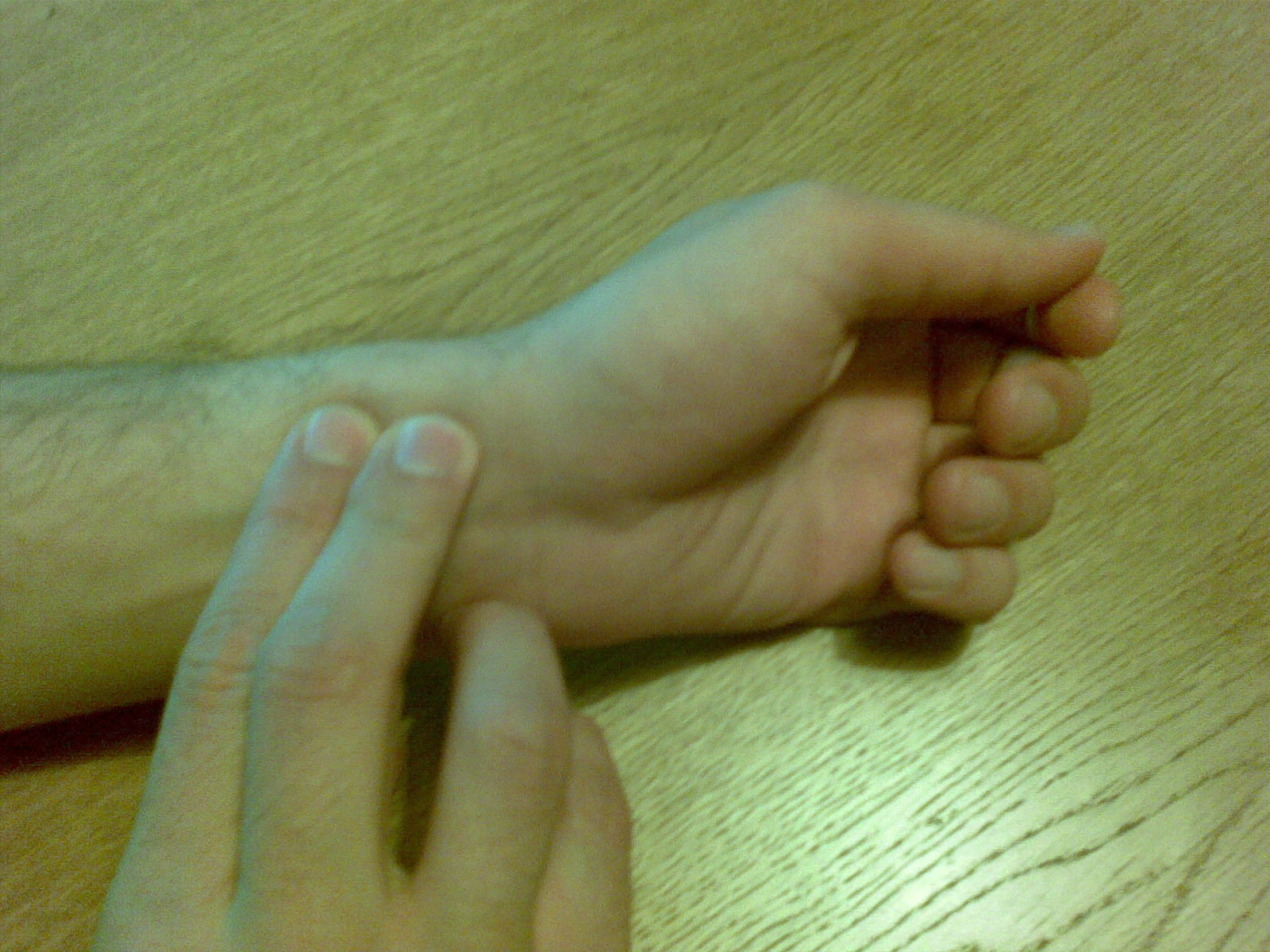
فحص النبض

## معدل التنفس
أي عدد حركات الأنفاس التي يأخذها الشخص الدقيقة الواحدة، ويقاس المعدل عن طريق عد الأنفاس لمدة دقيقة واحدة وذلك عن طريق عد عدد مرات ارتفاع الصدر عندما يكون الشخص في حالة راحة. قد يتغير معدل التنفس في بعض الحالات والأمراض، مثل الحمى. يتراوح معدل التنفس الطبيعي للشخص البالغ في وضع الراحة من 12 إلى 16 نفسا في الدقيقة.

## ضغط الدم
هو قوة دفع الدم على جدران الأوعية الدموية خلال الانقباض والانبساط، فيوجد قياسان لضغط الدم: وهما الضغط الانقباضي ويقاس عند انقباض عضلات القلب فيكون ضغط الدم في أعلى مستوياته، وضغط الدم الانبساطي ويقاس عندما ينبسط القلب، فيكون ضغط الدم في أقل مستوياته. يمكن قياس ضغط الدم عن طريق جهاز ضغط الدم الزئبقي، أو عن طريق جهاز قياس ضغط الدم الرقمي.
|                                    | الضغط الانقباضي         | الضغط الانبساطي        |
| ضغط الدم الطبيعي                   | أقل من 120 مليمتر/ زئبق | أقل من 80 مليمتر/ زئبق |
| مُقدمات ارتفاع ضغط الدم             | 120–129مليمتر/ زئبق     | أقل من 80مليمتر/ زئبق  |
| المرحلة الأولى من ارتفاع ضغط الدم  | 130–139مليمتر/ زئبق     | 80-89مليمتر/ زئبق      |
| المرحلة الثانية من ارتقاع ضغط الدم | أكثر من 140مليمتر/ زئبق | أكثر من 90مليمتر/ زئبق |

إذا كان ضغط الدم مرتفعا خلال قياس واحد، فلا يعني ذلك أن الشخص مصاب بمرض ارتفاع ضغط الدم، فلا بد من المتابعة وقياس ضغط الدم على مرات متفرقة إذا كان القياس مرتفعا.
يزداد ضغط الدم مع تقدم العمر بشكل طبيعي.

## العلامة الخامسة
وهي الأعراض التي يعانيها المريض مثل الألم وقد يشعر بها المريض أو من هم حول المريض أو الطبيب ويتم تشخيصها كعلامة خامسة من العلامات الحيوية ويتم تقيمها بدرجات من 1 إلى 10.
وهناك عدم اتفاق في تحديد الألم كمعيار للعلامات الحيوية.

## جدول معدل النبض حسب العمر
معدل نبضات القلب والتنفس لدى الرضع والأطفال أسرع من البالغين كما هو موضح في الجدول أدناه:
| العمر      | معدل نبض القلب الطبيعي (نبضة في الدقيقة) | معدل التنفس الطبيعي (نفس في الدقيقة) |
| ---------- | ---------------------------------------- | ------------------------------------ |
| المواليد   | 160-100                                  | 50-30                                |
| 0–5 شهور   | 150-90                                   | 40-25                                |
| 6–12 شهور  | 140-80                                   | 30-20                                |
| 1–3 سنوات  | 130-80                                   | 30-20                                |
| 3–5 سنوات  | 120-80                                   | 30-20                                |
| 6–10 سنوات | 110-70                                   | 30-15                                |
| 11–14 سنة  | 105-60                                   | 20-12                                |
| 15+ سنة    | 100-60                                   | 20-12                                |

## مراقبة العلامات الحيوية
الأكثر شيوعا تشمل ما لا يقل عن ضغط الدم ومعدل ضربات القلب، ويفضل أيضا قياس التأكسج النبض ومعدل التنفس . يتم دمج شاشات متعددة الوسائط التي تقيس وقت واحد وعرض معلمات الحيوية ذات الصلة عادة في السرير المراقبين في وحدات الرعاية الحرجة، وآلات التخدير في غرف العمليات . وتسمح هذه للمراقبة المستمرة للمريض، مع الطاقم الطبي إبلاغه بشكل مستمر من التغييرات في الحالة العامة للمريض.
في الوقت الذي جرت العادة على إجراء الرصد من قبل الأطباء، وعدد من الشركات والأجهزة التي يمكن استخدامها من قبل المستهلكين أنفسهم تتطور. وتشمل هذه Scanadu و Azoi .